# Huckleberry Finn (Schiff)
Die Huckleberry Finn ist ein RoPax-Fährschiff der deutschen Fährschiffreederei TT-Line.

## Geschichte

### Nils Dacke(1988–1993)
Am 28. Oktober 1988 wurde die 177 Meter lange und zunächst 24.745 BRZ große Fähre, gebaut bei der Schichau-Seebeckwerft in Bremerhaven,  als Nils Dacke an Swecarrier Rederi Ab (TT-Linie) abgeliefert, Heimathafen wurde Trelleborg. Diese stellte das Schiff  zusammen mit dem zeitgleich abgelieferten Schwesterschiff Robin Hood auf der Route Trelleborg – Travemünde in Dienst, um die nicht mehr zeitgemäßen und teilweise immer nur für kurze Zeiträume gecharterten RoPax-Fähren zu ersetzen. Gebaut wurden beide Schiffe als Eisenbahnfähren. Die vorhandenen Gleise wurden jedoch nie genutzt, da die Bahnverwaltungen eigene Schiffsverbindungen vorhielten und keine Wagenladungen abgeben wollten.
Im Januar 1992 wurde das Schiff an  Rederi AB Gotland verkauft, Heimathafen wurde Visby.
Im Januar 1993 wurde das Schiff an Ferry Enterprise Ltd verkauft und kam unter Flagge der Bahamas mit Heimathafen Nassau in Fahrt.
Durch den frühen Verkauf der gerade wenige Jahre zuvor in Dienst gestellten „Jumbo-Fähren“ Nils Holgersson und Peter Pan im Jahr 1992 mussten recht kurzzeitig neue Kapazitäten beschafft werden. Die beiden Kombifähren Robin Hood und Nils Dacke wurden von den finnischen Masa Yards in Turku zu Passagierfähren umgebaut, indem beide Schiffe nachträgliche Deckaufbauten erhielten. Die Nils Dacke wurde ab dem 17. Mai 1993 umgebaut. Das teils offene, obere Fahrzeugdeck wurde überbaut, wodurch das oberste der drei Kabinendecks zusammen mit dem darüber liegenden Restaurantdeck bis hinten durchgehend verlängert wurde. Ferner erhielten beide Schiffe bei diesem Umbau ein Bugvisier, nachdem die Be- und Entladung bislang nur über die Heckrampen erfolgte.

### Peter Pan(1993–2001)
Im August 1993 erhielt das Schiff den Namen Peter Pan und kehrte nach Vollendung des Umbaus am 1. September 1993 auf die Route  Trelleborg – Travemünde zurück.

### Peter Pan IV(2001–2002)
Ende Oktober 2001 folgte eine nur kurz fortdauernde Umbenennung des nun in Nassau (Bahamas) beheimateten Schiffs von Peter Pan in Peter Pan IV, wobei die römische Ziffer dann Bestandteil des Taufnamens war und sichtbar auf das Schiff aufgebracht wurde. Hiermit war das Schiff jedoch nur eine Woche im Einsatz und wurde am 3. November 2001 von der Route abgezogen. Grund waren namentliche Überschneidungen mit der am 3. November 2001 erfolgten Taufe der Nachfolgerin und möglicher Einsatzengpässe bei nicht rechtzeitiger Ablieferung. Nach Indienststellung des Neubaus folgte 2002 der Rückbau der Peter Pan IV durch ihre Bremerhavener Bauwerft in eine RoPax-Fähre. Die zuvor erweiterten Passagierdecks wurden wieder entfernt, das Schiff ist jedoch nach dem Umbau nicht baugleich mit dem Ursprungszustand, da Schornstein und Luftschächte nicht wieder tiefergesetzt wurden.

### Huckleberry Finn(seit 2002)
Die Peter Pan IV wurde im Januar 2002 in Huckleberry Finn umbenannt und kam im selben Monat unter schwedischer Flagge mit Heimathafen Trelleborg in Fahrt. Sie bediente ab dem 19. Januar 2002 die Route zwischen Rostock und Trelleborg gemeinsam mit dem ebenfalls zurückgebauten Schwesterschiff.
Das Schiff wird auf verschiedenen Routen der TT-Line eingesetzt.
Im Juni 2014 kollidierte das Schiff beim Anlegemanöver im Hafen von Travemünde mit der Kaimauer, es wird von einem Manöverfehler als Grund ausgegangen. Alleine der Sachschaden an Land betrug 20.000 €, verletzt wurde beim Unfall niemand.
Am Vormittag des 16. August 2023 brach 19 Seemeilen (35 Kilometer) vor Travemünde im Maschinenraum des Schiffs ein Feuer aus. Es gab keine Verletzten.